# 程延 (前秦)
程延（?—356年），十六国前秦医家。前秦寿光年间任太医。
程延担任太医令，356年，苻生晚上吃枣过多，第二天早晨不舒服，就召程延号脉诊断。程延说：“陛下没有别的病，就是枣吃多了。”苻生大怒，说：“你不是圣人，怎么知道我吃枣了！”随后就把程延杀了。